# Szkiełko nakrywkowe
Szkiełko nakrywkowe – kwadratowa, cienka płytka szklana lub plastikowa, służąca do przykrywania preparatu mikroskopowego na szkiełku podstawowym. Szkiełko nakrywkowe ma zwykle ściśle określone wymiary. Niewielka jego grubość zapewnia możliwość wystarczającego zbliżenia obiektywu mikroskopu do preparatu podczas obserwacji, jeśli więc szkiełko będzie zbyt grube, ustawienie ostrości będzie niemożliwe.
Szkiełko nakrywkowe służy z jednej strony ochronie preparatu przed zniszczeniem, co  ma duże znaczenie w przypadku kolekcji preparatów, z drugiej zaś umożliwia dłuższe przetrwanie preparatów przyżyciowych, chroniąc obserwowany obiekt przed zbyt szybkim wyschnięciem. Kluczową rolę spełnia szkiełko nakrywkowe w hemocytometrze, gdyż jego poprawne założenie zapewnia odpowiednią objętość poszczególnych komór. W niektórych przypadkach szkiełka nakrywkowego nie używa się, np. podczas oglądania bakterii w dużych powiększeniach z użyciem imersji.
W wyjątkowych sytuacjach szkiełko nakrywkowe służy bezpośrednio do umieszczenia na nim preparatu - wtedy szkiełko podstawowe jest jedynie podstawką dla tak użytego szkiełka nakrywkowego. Przykłady:
- obserwacja w kropli wiszącej polega na tym, że na szkiełko nakrywkowe nakłada się kroplę zawiesiny zawierającej badany obiekt, po czym odwraca się je  i umieszcza na szkiełku podstawowym ze specjalnym wgłębieniem (tzw. szkiełko z łezką).

- promieniowce można oglądać, wykonując odcisk hodowli na szkiełku nakrywkowym

- niektóre grzyby hoduje się na kostkach stałego podłoża, przykrytych szkiełkiem nakrywkowym. Gdy grzyb wyrośnie, szkiełko z grzybnią można obserwować pod mikroskopem